# Ophiacantha lepidota
Ophiacantha lepidota är en ormstjärneart som beskrevs av Hubert Lyman Clark 1911. Ophiacantha lepidota ingår i släktet Ophiacantha och familjen knotterormstjärnor. Inga underarter finns listade i Catalogue of Life.